# Kościół św. Barbary w Mirostowicach Dolnych
Kościół pw. św. Barbary w Mirostowicach Dolnych – katolicki kościół parafialny zlokalizowany w Mirostowicach Dolnych (powiat żarski, województwo lubuskie). Do rejestru zabytków został wpisany 24 czerwca 2008 pod numerem L-289.

## Historia
Parafia we wsi istnieje od 1346. Wczesnogotycki kościół z kamienia polnego powstał w 2 połowie XIII wieku, a jego krzyżowo-żebrowe sklepienie w XV wieku. W dobie reformacji parafia przeszła na protestantyzm, co dotyczyło zarówno napływowych Niemców, jak i autochtonicznych Słowian. Ostatnim katolickim proboszczem w Żarach i Mirostowicach Dolnych był Simon Enrich (w 1530 usunięty przez własnych parafian). W jego miejsce przybył duchowny protestancki, Georg Nigrynus. Podczas wojny siedmioletniej wojska austriackie zniszczyły kościół. Po zakończeniu walk odbudowano go w 1798. Od 1945 należy ponownie do katolików. W 1959 powołano we wsi parafię. W grudniu 1994 rozpoczął tu działalność Diecezjalny Uniwersytet Ludowy.

## Architektura
Świątynia należy do najstarszych zachowanych obiektów sakralnych na Łużycach. Była kilkakrotnie przebudowywana. W XV wieku zmieniono sklepienie. W wiekach XVII i XVIII dobudowano kruchtę i zakrystię. W 1722 przebudowano nawę, a w 1798 wyremontowano wieżę. W 1983 odrestaurowano cały obiekt. 
Kościół jest murowany, jednonawowy, zbudowany z kamienia i cegły. Wieża ma cztery kondygnacje, a wieńczy ją hełm z latarnią. 

## Wyposażenie
Wyposażenie wnętrz reprezentuje styl barokowy.

## Otoczenie
Świątynia jest otoczona kamiennym murem z XIV wieku.